# Christian Boucher
Christian Boucher (né le 7 octobre 1983 à Orléans, en Ontario, Canada) est un joueur professionnel canadien de hockey sur glace qui évolue au poste de gardien de but.

## Carrière de joueur
Après avoir joué 128 matchs répartis sur trois saisons avec les Grads de Cumberland de la Ligue centrale de hockey junior A, il passe quatre saisons avec les Colonials de l’Université Robert Morris qui évoluent dans le groupement College Hockey America de la NCAA.
Il commence sa carrière professionnelle à l’automne 2008, alors qu’il se joint aux Killer Bees de la vallée du Rio Grande de la Ligue centrale de hockey.
Il prend ensuite la direction de l’Europe et il évolue une saison avec les Nijmegen Devils du Championnat des Pays-Bas de hockey sur glace et deux saisons avec les Stingrays de Hull de l’EIHL.
Le 16 juin 2012 il est sélectionné en deuxième ronde (11e au total) par les Marquis de Jonquière lors du repêchage universel de la Ligue nord-américaine de hockey. Le 19 juillet il signe un contrat avec l’équipe. Il ne dispute cependant aucun match avec l'équipe.
Le 15 juin 2013 il est à nouveau sélectionné lors du repêchage universel de la Ligue nord-américaine de hockey. Cette fois il est choisi en cinquième ronde (39e au total) par les Riverkings de Cornwall. Le 25 octobre il est soumis au ballotage et il est réclamé le lendemain par le Viking de Trois-Rivières.

## Statistiques
| 2001-02 | Grads de Cumberland                     | LCHJ       |    |    |    |   |      |     |   |      |        |   |   |   |   |     |    |   |      |        |
| 2002-03 | Grads de Cumberland                     | LCHJ       |    |    |    |   |      |     |   |      |        |   |   |   |   |     |    |   |      |        |
| 2003-04 | Grads de Cumberland                     | LCHJ       |    | 29 | 11 | 4 |      | 128 |   | 2,90 | 90,5 % |   |   |   |   |     |    |   |      |        |
| 2004-05 | Colonials de l’Université Robert Morris | NCAA       | 29 | 8  | 17 | 4 | 1633 | 78  | 1 | 2,87 | 91,6 % |   |   |   |   |     |    |   |      |        |
| 2005-06 | Colonials de l’Université Robert Morris | NCAA       | 33 | 10 | 18 | 3 | 1830 | 98  | 1 | 3,21 | 90,3 % |   |   |   |   |     |    |   |      |        |
| 2006-07 | Colonials de l’Université Robert Morris | NCAA       | 24 | 9  | 13 | 2 | 1406 | 84  | 0 | 3,58 | 89,9 % |   |   |   |   |     |    |   |      |        |
| 2007-08 | Colonials de l’Université Robert Morris | NCAA       | 30 | 15 | 11 | 3 | 1647 | 89  | 0 | 3,24 | 89,1 % |   |   |   |   |     |    |   |      |        |
| 2008-09 | Killer Bees de la vallée du Rio Grande  | LCH        | 37 | 17 | 14 | 2 | 1971 | 95  | 2 | 2,89 | 91,9 % | 1 | 0 | 1 | 0 | 60  | 6  | 0 | 6,00 | 80,0 % |
| 2009-10 | Nijmegen Devils                         | Eredivisie | 27 |    |    |   | 1636 |     |   | 2,64 |        | 8 |   |   |   | 478 |    |   | 2,76 |        |
| 2010-11 | Stingrays de Hull                       | EIHL       | 61 | 24 | 35 | 0 | 3636 | 223 | 2 | 3,68 | 89,5 % | 2 | 0 | 2 | 0 | 120 | 8  | 0 | 4,00 | 85,5 % |
| 2011-12 | Stingrays de Hull                       | EIHL       | 61 | 15 | 41 | 2 | 3610 | 230 | 1 | 3,82 | 89,9 % | 3 | 1 | 1 | 1 | 180 | 14 | 0 | 4,67 | 87,5 % |

## Trophées et honneurs personnels
Ligue centrale de hockey junior A
- 2002-2003 : élu dans la première équipe d’étoiles avec les Grads de Cumberland.
- 2003-2004 : élu dans la deuxième équipe d’étoiles avec les Grads de Cumberland.

Championnat des Pays-Bas de hockey sur glace
- 2009-2010 : remporte le championnat avec les Nijmegen Devils.